# Koninklijke Academie voor Schone Kunsten van Luik
De Koninklijke Academie voor Schone Kunsten van Luik (Frans: Académie royale des beaux-arts de Liège, officieel Beaux-arts de Liège – École supérieure des arts, tot 2021 École Supérieure des Arts de la Ville de Liège (EASVL)) is een kunstacademie in Luik in België.

## Geschiedenis
De schilder Nicolas de Fassin stichtte in 1773 een tekenschool in Luik. Samen met zijn vriend Léonard Defrance en met steun van François-Charles de Velbrück, prins-bisschop, werd in 1775 een "Académie de peinture, de sculpture et de gravure, et d'une école de dessin, relative aux arts mécaniques" opgericht. Defrance werd de eerste directeur van de academie, die toen gevestigd was in twee zalen van het stadhuis. Zowel de academie als de 'school voor mechanische kunsten' bleven actief tot de Luikse Revolutie in 1789.
Van 1797 tot 1804 kende Luik de École centrale, een opvolger van de prinselijke academie, waaraan Defrance tekenles gaf. Daarna werd op initiatief van de Société d'Émulation een nieuwe school voor tekenen, schilderen, beeldhouwen en architectuur opgericht, het Athénée des Arts, die tot 1814 actief was. Ten tijde van het Verenigd Koninkrijk der Nederlanden blies de Société het kunst onderwijs nieuw leven in en opende een vrije tekenschool, de Koninklijke Tekenacademie, onder directeur François-Joseph Dewandre. In 1835 werd de tekenschool omgevormd tot Académie des Beaux-Arts, met Barthélemy Vieillevoye als eerste directeur.
Op zondag 14 juli 1895 werd het nieuwe gebouw van de Koninklijke Academie voor Schone Kunsten ingehuldigd door koning Leopold II. Het gebouw, naar een plan van stadsarchitect Joseph Lousberg, is opgetrokken aan de Rue des Anglais op een terrein waar eerder het klooster van Sainte-Claire was gevestigd.

## Directeuren
- 1836-1855: Barthélemy Vieillevoye
- 1856-1880: Auguste Chauvin
- 1880-1904: Prosper Drion
- 1904-1910: Évariste Carpentier
- 1910-1913: Adrien de Witte
- 1913-1920: François Maréchal
- 1920-1925: Edmond Falise
- 1930-1934: Émile Berchmans
- 1934-1948: Jacques Ochs
- 1948-1960: Joseph Moutschen
- 1960-1961: Jean Donnay
- 1961-1971: Charles Gilbert

## Alumni
- Mady Andrien
- Augusta Berbuto
- Pierre Berchem
- Jan Boedts
- Nic Broca
- Jules Brouns
- Marcel Caron
- Achille Chainaye
- Jean Donnay
- Angelina Drumaux
- Alexis Fivet
- Jean Goedert
- Jules Helbig
- Idel Ianchelevici
- Armand Jamar
- Ludovic Janssen
- Simone Lacour
- Luc Lafnet
- Auguste Mambour
- Robert Massart
- Léon Mignon
- Guy Onkelinx
- Léon Philippet
- Joseph Rulot
- Gustave Serrurier-Bovy
- Charles Soubre
- Adolphe Wansart
- Marie Zolamian